# 松井智哉
松井 智哉（まついともや、1998年〈平成10〉10月21日 - ）は、日本の元プロバスケットボール選手。熊本県出身。ポジションはスモールフォワード。

## 来歴
熊本の強豪熊本工業から東海大学九州へ進学しインカレにも出場した。
2021年7月1日付けで設立初年度の長崎ヴェルカに加入。
プロとしての公式戦デビューは2021年9月19日の天皇杯2次ラウンド八王子戦。
リーグ戦デビューおよびプロ初ゴールは2021年10月16日、B3リーグ第3節豊田合成戦だった。
2022-23シーズンは鹿児島レブナイズに期限付き移籍し、翌2023-24シーズンより完全移籍となった。2024年6月28日に契約満了となった。
鹿児島退団後は農家に転身したことを自身のSNS上で公表した。

## 人物
大学在学中の夢は「Bリーガーになること」だった。
長崎ヴェルカから背負っている背番号21は、東海大学九州でも背負っていた番号である。

## 受賞歴
- 全九州大学バスケットボールリーグ戦 敢闘賞

## 個人成績
| シーズン   | チーム | GP | GS | MPG   | FG%  | 3P%  | FT%  | RPG | APG | SPG | BPG | TO  | PPG |
| ---------- | ------ | -- | -- | ----- | ---- | ---- | ---- | --- | --- | --- | --- | --- | --- |
| B3 2021-22 | 長崎   | 21 | 0  | 09:02 | .469 | .407 | .700 | 1.0 | 0.2 | 0.2 | 0.1 | 0.3 | 4.2 |
| B3 2022-23 | 鹿児島 | 44 | 1  | 09:20 | .386 | .362 | .333 | 1.1 | 0.3 | 0.2 | 0.1 | 0.2 | 2.8 |
| B3 2023-24 | 鹿児島 | 46 | 7  | 11.2  | .348 | .272 | .667 | 1.2 | 0.3 | 0.3 | 0.1 | 0.2 | 2.5 |